# Grijswangbaardbuulbuul
De grijswangbaardbuulbuul (Alophoixus tephrogenys) is een zangvogel uit de familie Pycnonotidae (buulbuuls).

## Verspreiding en leefgebied
Deze soort komt voor op Malakka, Sumatra en Borneo en telt twee ondersoorten:
- A. b. tephrogenys: Malakka en Sumatra.
- A. b. gutturalis: Borneo.

## Status
De grootte van de populatie is niet gekwantificeerd maar de soort wordt omschreven als algemeen tot zeer algemeen. Aangenomen wordt echter dat de aantallen snel achteruitgaan door stroperij voor de kooivogelhandel en habitatverlies. Op de Rode lijst van de IUCN heeft deze soort daarom de status kwetsbaar.